# 芒特普萊森特鎮區 (密蘇里州蘇格蘭縣)
芒特普萊森特鎮區（英語：Mount Pleasant Township）是位於美國密蘇里州蘇格蘭縣的一個行政鎮區。

## 地方資料
芒特普萊森特鎮區的面積為86.37平方千米，當中陸地面積為86.20平方千米，而水域面積為0.16平方千米。根據2020年美國人口普查的數據，當地共有人口126人，而人口密度為每平方千米1.46人。